# Sinoluperus wuyiensis
Sinoluperus wuyiensis is een keversoort uit de familie bladkevers (Chrysomelidae). De wetenschappelijke naam van de soort werd in 1998 gepubliceerd door Yang & Wu in Yang, Wang & Wu.